# Bufo dhufarensis
Bufo dhufarensis és una espècie d'amfibi que viu a Oman, Aràbia Saudita, els Emirats Àrabs Units i el Iemen.